# Torgny Wirén
Torgny Lennart Wirén, född 17 mars 1958 i Spånga, är en svensk författare och skolpräst bosatt i Jönköping.
Wirén tappade sin tro på Gud när han studerade teologi vid Lunds universitet. Anledningen var att han gång på gång hade nekats svar på bön när han bett för sjuka och efter det konfronterats med välformulerad bibelkritik. I hans självbiografiska bok Vägen genom (1987) skildras sedan hans resa tillbaka till tron samt hans slutliga förkastande av liberalteologin.
Torgny Wiréns roman Om änglar kunde tala från 1996 har sålt mer än 35 000 exemplar.[källa behövs] Han senaste roman, Alexandra, är en odyssé genom världsreligionerna och kom ut hösten 2003 och som pocket 2005.
Han är också känd för sin andaktsbok Under ytan som kommit ut i flera redigerade upplagor.